# Псилі
Псилі (грец. ψιλή; лат. spiritus lenis), короніс — надрядковий діакритичний знак легкого придиху грецької писемності (в політонічній орфографії, що використовувалася з давньогрецьких часів до реформ кінця XX століття) і кириличної церковнослов'янської писемності. Був введений александрійськими філологами, спочатку виглядав як права половина букви H (˧), пізніше перетворився в J-подібний гачок, ще пізніше (в грецькому курсиві) — в щось схоже на «)» або на надлітерну кому; в цьому останньому виді потрапив в слов'янську писемність (проте в деяких найдавніших пам'ятках зустрічається і в первісній формі).

Короніс графічно зображується так само, як псилі, але, на відміну від придиху, ставиться всередині слова, де відбувся красис (злиття
звуків).